# 武汉大学图像传播与印刷包装研究中心
武汉大学图像传播与印刷包装研究中心曾是武汉大学的一个直属系武汉大学印刷与包装系，位于信息学部，始建于1983年。
2000年到2004年曾一度隶属于文理学部的新闻与传播学院。

## 历史
- 1983年, 原武汉测绘科技大学印刷工程学院设印刷工程本科专业;
- 1993年增设包装工程专业；
- 1995年获印刷工程硕士学位授予权;
- 1995年设电子出版专业方向 [4][2][3]
- 1996年印刷工程学科进入国家“211工程”建设重点学科;
- 2021年底，武汉大学将原来的印刷与包装系改建为图像传播与印刷研究中心，2022年起，不再招收印刷工程与包装工程两个专业的学生， 而轻工工艺技术与工程专业将停止招收研究生。[5]

## 知名系友
- 陈东升

## 曾经专业

### 本科
- 图像传播工程（印刷工程）
- 包装工程[1]
- 动画专业[6]

### 研究生
- 硕士
  - 印刷工程
  - 图像与动画设计
  - 图像传播工程
  - 包装与环境工程
- 博士
  - 图像传播工程[1]